# Sergiu Ghidarcea
Sergiu Ghidarcea (n. 24 noiembrie 1978) este un fost jucător român de fotbal.
A jucat pentru echipele:
- Laminorul Roman (1997-2005)
- Oțelul Galați (2004-2006)
- CF Brăila (2006-2007)
- FC Prefab Modelu (2007-2008)
- FC Politehnica Iași (2008-2009)